# Metronome (Zeitschrift)
Metronome war ein US-amerikanisches Jazz-Magazin, das ab Januar 1885 in New York City erschien.

## Hauptteil
Es wurde als allgemeines Musik-Magazin gegründet und wurde ab 1935 unter George T. Simon in ein führendes Swing- und Jazz-Magazin umgewandelt. In der Big-Band-Ära arbeiteten u. a. Leonard Feather, Amy Lee, Barbara Hodgkins, Peter Dean, Bob Bach, Inez Cavanaugh, Timme Rosenkrantz und Doron K. Antrim, der 1935 Herausgeber war, als Simon eintrat. Simon war dann von 1939 bis 1955 der Herausgeber und berichtete regelmäßig über die aktuellen Big Bands. Er verwendete dabei ein Bewertungssystem, das von A bis D reichte, Plus und Minus eingeschlossen. Wichtig war auch die Förderung der Bebop-Bewegung im Magazin durch Barry Ulanov. Ende der 1950er Jahre begann der Niedergang, und 1961 wurde das Magazin eingestellt (letzter Jahrgang Bd. 78, 1961).
Von 1939 bis 1961 veranstaltete Metronome jährliche Reader Polls und nahm die Sieger regelmäßig (1939 bis 1942, 1945 bis 1950, 1953, 1956) als Metronome All-Stars auf Platten auf, z. B. mit Charlie Parker und Dizzy Gillespie 1949.

## Metronome Reader Polls
Angabe der Poll Sieger nach Roger Kinkle für 1939 bis 1955 in den Sparten Klavier, Gitarre, Bass, Schlagzeug, Sänger, Sängerin, Trompete, Posaune, diverse Instrumente, Klarinette, Alt/Tenor/Baritonsaxophon anbelangt. Kinkle führt Sieger erst ab 1939 auf.
Sonst nach Feather, Gitler Biographical Encyclopedia of Jazz, Oxford University Press 1990 und Feather´s Neuauflage der Encyclopedia of Jazz, Horizon Press, nach 1960. Dort sind Einträge in den einzelnen Musikerbiographien.

### 1939
- Altsaxophon: Jimmy Dorsey
- Tenorsaxophon: Eddie Miller
- Klarinette: nicht verliehen
- Baritonsaxophon: nicht verliehen
- Trompete: Harry James[4]
- Posaune: Tommy Dorsey
- Diverse Instrumente: nicht verliehen
- Schlagzeug: Gene Krupa
- Bass: Bob Haggart
- Klavier: Teddy Wilson
- Gitarre: Carmen Mastren
- Sänger: Jack Leonard
- Sängerin: Ella Fitzgerald

### 1940
- Altsaxophon: Toots Mondello
- Tenorsaxophon: Eddie Miller
- Baritonsaxophon: nicht vergeben
- Posaune: Tommy Dorsey
- Trompete: Charlie Spivak
- Klarinette: nicht vergeben
- diverse Instrumente: nicht vergeben
- Klavier: Jess Stacy
- Gitarre: Carmen Mastren
- Schlagzeug: Gene Krupa
- Bass: Bob Haggart
- Sänger: Bing Crosby
- Sängerin: Ella Fitzgerald[5]

### 1941
- Altsaxophon: Toots Mondello
- Tenorsaxophon: Tex Beneke
- Baritonsaxophon: nicht vergeben
- Klarinette: Benny Goodman
- Trompete: Ziggy Elman
- Posaune: Tommy Dorsey
- Gitarre: Charlie Christian
- Schlagzeug: Gene Krupa
- Klavier: Jess Stacy
- diverse Instrumente: nicht vergeben
- Bass: Bob Haggart
- Sängerin: Helen Forrest
- Sänger: Bing Crosby

### 1942
- Altsaxophon: Toots Mondello
- Tenorsaxophon: Tex Beneke
- Baritonsaxophon: nicht vergeben
- Trompete: Ziggy Elman
- Posaune: Tommy Dorsey
- Klarinette: Benny Goodman
- Gitarre: Charlie Christian
- Schlagzeug: Gene Krupa
- Bass: Bob Haggart
- Klavier: Count Basie
- Diverse Instrumente: nicht vergeben
- Sängerin: Helen Forrest
- Sänger: Frank Sinatra

### 1943
- Altsaxophon: Toots Mondello
- Tenorsaxophon: Charlie Barnet
- Baritonsaxophon: nicht vergeben
- Klarinette: Benny Goodman
- Posaune: J. C. Higginbotham
- Trompete: Harry James
- Schlagzeug: Gene Krupa
- Bass: Bob Haggart
- Klavier: Count Basie
- Gitarre: Alvino Rey
- Diverse Instrumente: nicht vergeben
- Sängerin: Helen Forrest
- Sänger: Frank Sinatra

### 1944
- Altsaxophon: Toots Mondello
- Tenorsaxophon: Charlie Barnet
- Baritonsaxophon: Harry Carney
- Klarinette: Benny Goodman
- Trompete: Harry James
- Posaune: Tommy Dorsey
- Schlagzeug: Gene Krupa
- Bass: Bob Haggart
- Gitarre: Allan Reuss
- Klavier: Jess Stacy
- Diverse Instrumente: Lionel Hampton, Vibraphon
- Sänger: kein Ergebnis
- Sängerin: nicht vergeben

### 1945
Nach Kinkle kein Poll.

### 1946
- Combo: Nat King Cole Trio[6]
- Altsaxophon: Johnny Hodges
- Tenorsaxophon: Coleman Hawkins
- Baritonsaxophon: Harry Carney
- Klarinette: Benny Goodman
- Trompete: Harry James
- Posaune: Tommy Dorsey
- Klavier: Teddy Wilson
- Gitarre: Oscar Moore
- Diverse Instrumente: Lionel Hampton
- Schlagzeug: Dave Tough
- Bass: Slam Stewart
- Sänger: Frank Sinatra
- Sängerin: Billie Holiday

### 1947
- Combo: Nat King Cole Trio[7]
- Altsaxophon: Johnny Hodges
- Tenorsaxophon: Coleman Hawkins
- Baritonsaxophon: Harry Carney
- Klarinette: Benny Goodman
- Trompete: Dizzy Gillespie
- Posaune: Bill Harris
- Klavier: Nat King Cole
- Schlagzeug: Dave Tough
- Gitarre: Oscar Moore
- Bass: Eddie Safranski
- Diverse Instrumente: Red Norvo, Vibraphon
- Sänger: Frank Sinatra
- Sängerin: June Christy

### 1948
- Combo: Nat King Cole Trio[8]
- Altsaxophon: Charlie Parker
- Tenorsaxophon: Flip Phillips
- Baritonsaxophon: Harry Carney
- Altsaxophon: Charlie Parker
- Trompete: Dizzy Gillespie
- Posaune: Bill Harris
- Klarinette: Benny Goodman
- Schlagzeug: Buddy Rich
- Klavier: Nat King Cole
- Gitarre: Oscar Moore
- Bass: Eddie Safranski
- Diverse Instrumente: Red Norvo, Vibraphon
- Sänger: Frank Sinatra
- Sängerin: Sarah Vaughan

### 1949
- Combo: Charlie Ventura[9]
- Altsaxophon: Charlie Parker
- Tenorsaxophon: Charlie Ventura
- Baritonsaxophon: Serge Chaloff
- Klarinette: Benny Goodman
- Trompete: Dizzy Gillespie
- Posaune: Bill Harris
- Gitarre: Billy Bauer
- Klavier: Nat King Cole
- Schlagzeug: Shelly Manne
- Bass: Eddie Safranski
- Diverse Instrumente: Red Norvo, Vibraphon
- Sänger: Billy Eckstine
- Sängerin: Sarah Vaughan

### 1950
- Altsaxophon: Charlie Parker
- Tenorsaxophon: Stan Getz
- Baritonsaxophon: Serge Chaloff
- Klarinette: Buddy DeFranco
- Trompete: Dizzy Gillespie
- Posaune: Bill Harris
- Klavier: Lennie Tristano
- Gitarre: Billy Bauer
- Bass: Eddie Safranski
- Schlagzeug: Shelly Manne
- Diverse Instrumente: Terry Gibbs, Vibraphon
- Sänger: Billy Eckstine
- Sängerin: Sarah Vaughan

### 1951
- Altsaxophon: Charlie Parker
- Tenorsaxophon: Stan Getz
- Baritonsaxophon: Serge Chaloff
- Posaune: Bill Harris
- Trompete: Miles Davis
- Klarinette: Buddy DeFranco
- Gitarre: Billy Bauer
- Klavier: George Shearing
- Schlagzeug: Max Roach
- Bass: Eddie Safranski
- Diverse Instrumente: Terry Gibbs, Vibraphon
- Sänger: Billy Eckstine
- Sängerin: Sarah Vaughan

### 1952
- Altsaxophon: Charlie Parker
- Tenorsaxophon: Stan Getz
- Baritonsaxophon: Serge Chaloff
- Posaune: Bill Harris
- Trompete: Miles Davis
- Klarinette: Buddy DeFranco
- Gitarre: Billy Bauer
- Klavier: George Shearing
- Schlagzeug: Shelly Manne
- Bass: Eddie Safranski
- Diverse Instrumente: Terry Gibbs, Vibraphon
- Sänger: Billy Eckstine
- Sängerin: Sarah Vaughan

### 1953
- Combo: George Shearing[10]
- Altsaxophon: Charlie Parker
- Tenorsaxophon: Stan Getz
- Baritonsaxophon: Serge Chaloff
- Posaune: Bill Harris
- Trompete: Miles Davis
- Klarinette: Buddy DeFranco
- Gitarre: Billy Bauer
- Bass: Eddie Safranski
- Klavier: Oscar Peterson[11]
- Schlagzeug: Shelly Manne
- Diverse Instrumente: Terry Gibbs, Vibraphon
- Sänger: kein Ergebnis[12]
- Sängerin: Kein Ergebnis

### 1954
- Combo: Dave Brubeck[13]
- Altsaxophon: Lee Konitz
- Tenorsaxophon: Stan Getz
- Baritonsaxophon: Gerry Mulligan
- Trompete: Chet Baker
- Posaune: Bill Harris
- Klarinette: Buddy DeFranco
- Klavier: Oscar Peterson
- Schlagzeug: Max Roach
- Bass: Eddie Safranski
- Gitarre: Johnny Smith
- Diverse Instrumente: Don Elliott, Waldhorn, Terry Gibbs, Vibraphon
- Sänger: Billy Eckstine
- Sängerin: Ella Fitzgerald

### 1955
- Altsaxophon: Paul Desmond
- Tenorsaxophon: Stan Getz
- Baritonsaxophon: Gerry Mulligan
- Klarinette: Buddy DeFranco
- Trompete: Chet Baker
- Posaune: Bill Harris
- Diverse Instrumente: John Graas, Waldhorn, Terry Gibbs, Vibraphon
- Bass: Ray Brown
- Klavier: Dave Brubeck
- Gitarre: Johnny Smith
- Schlagzeug: Shelly Manne
- Klavier: Dave Brubeck
- Sänger und Sängerin: kein Ergebnis

### 1956
Nach Feather:
- Combo: Dave Brubeck
- Altsaxophon: Paul Desmond
- Tenorsaxophon: Stan Getz
- Baritonsaxophon: Gerry Mulligan
- Posaune: J. J. Johnson
- Bass: Ray Brown
- Schlagzeug: Shelly Manne
- Vibraphon: Milt Jackson
- Klavier: Dave Brubeck
- Sänger: Frank Sinatra
- Sängerin: Ella Fitzgerald (unentschieden)

### 1957
Nach Feather:
- Combo: Modern Jazz Quartet
- Altsaxophon: Paul Desmond
- Tenorsaxophon: Stan Getz
- Baritonsaxophon: Gerry Mulligan
- Posaune: J. J. Johnson
- Bass: Ray Brown
- Schlagzeug: Shelly Manne
- Vibraphon: Milt Jackson
- Sänger: Frank Sinatra
- Sängerin: Ella Fitzgerald

### 1958
Nach Feather:
- Big Band: Count Basie
- Combo: Modern Jazz Quartet
- Altsaxophon: Paul Desmond
- Tenorsaxophon: Stan Getz
- Baritonsaxophon: Gerry Mulligan
- Trompete: Miles Davis
- Posaune: J. J. Johnson
- Klarinette: Jimmy Giuffre
- Bass: Ray Brown
- Schlagzeug: Shelly Manne
- Gitarre: Barney Kessel
- Vibraphon: Milt Jackson
- Klavier: Erroll Garner
- Sänger: Frank Sinatra
- Sängerin: Ella Fitzgerald

### 1959
Nach Feather:
- Big Band: Count Basie
- Combo: Modern Jazz Quartet
- Altsaxophon: Paul Desmond
- Tenorsaxophon: Stan Getz
- Baritonsaxophon: Gerry Mulligan
- Trompete: Miles Davis
- Posaune: J. J. Johnson
- Klarinette: Jimmy Giuffre
- Bass: Ray Brown
- Gitarre: Barney Kessel
- Schlagzeug: Shelly Manne
- Klavier: Erroll Garner
- Vibraphon: Milt Jackson
- Sänger: Frank Sinatra
- Sängerin: Ella Fitzgerald

### 1960
Nach Feather
- Musiker des Jahres: Count Basie
- Big Band: Duke Ellington
- Combo: Modern Jazz Quartet
- Komponist, Arrangeur: John Lewis
- Sänger: Frank Sinatra
- Sängerin: Ella Fitzgerald
- Altsaxophon: Paul Desmond
- Tenorsaxophon: Stan Getz
- Baritonsaxophon: Gerry Mulligan
- Klarinette: Tony Scott
- Trompete: Miles Davis
- Posaune: J. J. Johnson
- Vibraphon: Milt Jackson
- Klavier: Erroll Garner
- Gitarre: Barney Kessel
- Bass: Ray Brown
- Schlagzeug: Shelly Manne
- Sonstige Instrumente: Don Elliott (Mellophon)
- Vokalgruppe: Lambert, Hendricks & Ross